# يان زلوتشا
يان زلوتشا (مواليد 24 مارس 1942) هو لاعب كرة قدم. يلعب مع منتخب تشيكوسلوفاكيا لكرة القدم. سبق له أن لعب في كأس العالم لكرة القدم مع منتخب بلاده.

## روابط خارجية
- يان زلوتشا على موقع قاعدة بيانات كرة القدم.إي يو (الإنجليزية)
- يان زلوتشا على موقع ناشيونال فوتبول تيمز (الإنجليزية)
- يان زلوتشا على موقع عالم كرة القدم.نت (الإنجليزية)